# Płatków
Płatków (prononciation : [ˈpwatkuf]) est un village polonais de la gmina de Zabrodzie, dans le powiat de Wyszków de la voïvodie de Mazovie, dans le centre-est de la Pologne.
Il se situe à environ 10 km au sud-est de Wyszków (siège du powiat) et à 60 km au nord-est de Varsovie (capitale de la Pologne).

## Histoire
De 1975 à 1998, le village faisait partie du territoire de la voïvodie d'Ostrołęka.

Depuis 1999, Płatków est situé dans la voïvodie de Mazovie.